# Федоров Митрофан Семенович
Митрофан Семенович Фе́доров (рос. Митрофан Семёнович Фёдоров; нар. 30 травня 1870, Ситникове — пом. 1942, Ленінград) — український і російський живописець і педагог.

## Біографія
Народився 18 [30] травня 1870 року на слободі Ситниковій Острогожського повіту Воронезької губернії Російської імперії (нині хутір у Кам'янському районі Воронезької області Російської Федерації). Образотвочому мистецтву у 1889 році навчався у Лева Соловйова. 1891 року закінчив Воронезьку духовну семінарію. Упродовж 1894—1901 років навчався в Петербурзькій академії мистецтв, де вивчав живопис у Іллі Рєпіна, гравюру по дереву та на міді у Василя Мате. Дипломна робота — картина «Юродива». Після закінчення навчання стажувався у Італії і Німеччині.
Був одним із організаторів Харківського художнього училища, де і викладав протягом 1902—1913 років. У 1921—1924 роках працював у Харківському художньому технікумі, у 1925—1934 роках — у Харківському художньому інституту. Серед його учнів художники Єфрем Світличний, Георгій Меліхов, Григорій Томенко.
У 1934—1937 роках працював викладачем у Всеросійські академії мистецтв у Ленінграді. Помер в блокадному Ленінграді у 1942 році.

## Творчість
Працював у жанрі тематичної картини, пейзажу, портрета. Серед робіт:
- «Юродива» (1901, Ульянівський художній музей);
- «Селянка» (1902);
- «Автопортрет» (1904, Острозький краєзнавчий музей);
- «Тиша» (1908);
- «Портрет художниці М. Шевченко» (близько 1911),
- «Полишені гнізда» (1914, Воронезький художній музей);
- «Портрет солдата» (1923);
- «Портрет О. Барміна» (1926);
- «Портрет професора I. Миклашевського» (1929));
- «Місячна ніч у Донбасі» (1933);
- «Осінній етюд» (1940);
- «У парку» (1940).

Картини художника зберігаються у Харківському художньому музеї українського образотворчого мистецтва, Національному художньому музеї України у Києві.